# Schleifer

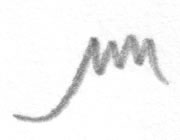
Notatie van schleifer

Een schleifer is een versieringsteken in de muzieknotatie van barokmuziek. Het is een uit twee of meer tonen bestaand motiefje, dat trapsgewijs stijgt naar de hoofdnoot. De schleifer wordt meestal gevolgd door een pralltriller of mordent. In dat laatste geval spreekt men van mordentschleifer.
Henry Purcell (1696), Jacques Champion de Chambonnières (1670) en Jean-Henry d'Anglebert (1689) maken gebruik van het Franse woord coulé.
De notatie is een triller, die voorafgaan wordt door een voor aan de triller vastgemaakt oplopend klein boogje.
Het begrip 'schleifer' wordt ook gebruikt voor een specifiek type Duitse boeren dans in 3/4 maatsoort (als voorloper van de Wals) uit de late middeleeuwen.